# Lista över golfens majorsegrare
Detta är en lista över golfens majorsegrare. Totalt 216 herrar och 114 damer har vunnit i golfens majortävlingar. Nedan visas listor över vinnarna i kronologisk ordning, efter första majorseger.

## Majorsegrare herrar i kronologisk ordning
|     |                       | Första majorseger |                        |
| Nr  | Spelare               | År                | Tävling                |
| 1   | Willie Park Sr        | 1860              | The Open Championship  |
| 2   | Tom Morris Sr         | 1861              | The Open Championship  |
| 3   | Andrew Strath         | 1865              | The Open Championship  |
| 4   | Tom Morris Jr         | 1868              | The Open Championship  |
| 5   | Tom Kidd              | 1873              | The Open Championship  |
| 6   | Mungo Park            | 1874              | The Open Championship  |
| 7   | Bob Martin            | 1876              | The Open Championship  |
| 8   | Jamie Anderson        | 1877              | The Open Championship  |
| 9   | Robert Ferguson       | 1880              | The Open Championship  |
| 10  | Willie Fernie         | 1883              | The Open Championship  |
| 11  | Jack Simpson          | 1884              | The Open Championship  |
| 12  | David Brown           | 1886              | The Open Championship  |
| 13  | Willie Park Jr        | 1887              | The Open Championship  |
| 14  | Jack Burns            | 1888              | The Open Championship  |
| 15  | John Ball             | 1890              | The Open Championship  |
| 16  | Hugh Kirkaldy         | 1891              | The Open Championship  |
| 17  | Harold Hilton         | 1892              | The Open Championship  |
| 18  | William Auchterlonie  | 1893              | The Open Championship  |
| 19  | John Henry Taylor     | 1894              | The Open Championship  |
| 20  | Horace Rawlins        | 1895              | US Open                |
| 21  | James Foulis          | 1896              | US Open                |
| 22  | Harry Vardon          | 1896              | The Open Championship  |
| 23  | Joe Lloyd             | 1897              | US Open                |
| 24  | Fred Herd             | 1898              | US Open                |
| 25  | Willie Smith          | 1899              | US Open                |
| 26  | Willie Anderson       | 1901              | US Open                |
| 27  | James Braid           | 1901              | The Open Championship  |
| 28  | Laurie Auchterlonie   | 1902              | US Open                |
| 29  | Alexander Herd        | 1902              | The Open Championship  |
| 30  | Jack White            | 1904              | The Open Championship  |
| 31  | Alex Smith            | 1906              | US Open                |
| 32  | Alec Ross             | 1907              | US Open                |
| 33  | Arnaud Massy          | 1907              | The Open Championship  |
| 34  | Fred McLeod           | 1908              | US Open                |
| 35  | George Sargent        | 1909              | US Open                |
| 36  | John McDermott        | 1911              | US Open                |
| 37  | Ted Ray               | 1912              | The Open Championship  |
| 38  | Francis Ouimet        | 1913              | US Open                |
| 39  | Walter Hagen          | 1914              | US Open                |
| 40  | Jerome Travers        | 1915              | US Open                |
| 41  | Chick Evans           | 1916              | US Open                |
| 42  | Jim Barnes            | 1916              | PGA Championship       |
| 43  | George Duncan         | 1920              | The Open Championship  |
| 44  | Jock Hutchison        | 1920              | PGA Championship       |
| 45  | Gene Sarazen          | 1922              | US Open                |
| 46  | Bobby Jones           | 1923              | US Open                |
| 47  | Arthur Havers         | 1923              | The Open Championship  |
| 48  | Cyril Walker          | 1924              | US Open                |
| 49  | Willie Macfarlane     | 1925              | US Open                |
| 50  | Tommy Armour          | 1927              | US Open                |
| 51  | Johnny Farrell        | 1928              | US Open                |
| 52  | Leo Diegel            | 1928              | PGA Championship       |
| 53  | Billy Burke           | 1931              | US Open                |
| 54  | Tom Creavy            | 1931              | PGA Championship       |
| 55  | Olin Dutra            | 1932              | PGA Championship       |
| 56  | Johnny Goodman        | 1933              | US Open                |
| 57  | Denny Shute           | 1933              | The Open Championship  |
| 58  | Horton Smith          | 1934              | The Masters Tournament |
| 59  | Henry Cotton          | 1934              | The Open Championship  |
| 60  | Paul Runyan           | 1934              | PGA Championship       |
| 61  | Sam Parks             | 1935              | US Open                |
| 62  | Alf Perry             | 1935              | The Open Championship  |
| 63  | Johnny Revolta        | 1935              | PGA Championship       |
| 64  | Tony Manero           | 1936              | US Open                |
| 65  | Alf Padgham           | 1936              | The Open Championship  |
| 66  | Byron Nelson          | 1937              | The Masters Tournament |
| 67  | Ralph Guldahl         | 1937              | US Open                |
| 68  | Henry Picard          | 1938              | The Masters Tournament |
| 69  | Reg Whitcombe         | 1938              | The Open Championship  |
| 70  | Richard Burton        | 1939              | The Open Championship  |
| 71  | Jimmy Demaret         | 1940              | The Masters Tournament |
| 72  | Lawson Little         | 1940              | US Open                |
| 73  | Craig Wood            | 1941              | The Masters Tournament |
| 74  | Vic Ghezzi            | 1941              | PGA Championship       |
| 75  | Sam Snead             | 1942              | PGA Championship       |
| 76  | Bob Hamilton          | 1944              | PGA Championship       |
| 77  | Herman Keiser         | 1946              | The Masters Tournament |
| 78  | Lloyd Mangrum         | 1946              | US Open                |
| 79  | Ben Hogan             | 1946              | PGA Championship       |
| 80  | Lew Worsham           | 1947              | US Open                |
| 81  | Fred Daly             | 1947              | The Open Championship  |
| 82  | Jim Ferrier           | 1947              | PGA Championship       |
| 83  | Claude Harmon         | 1948              | The Masters Tournament |
| 84  | Cary Middlecoff       | 1949              | US Open                |
| 85  | Bobby Locke           | 1949              | The Open Championship  |
| 86  | Chandler Harper       | 1950              | PGA Championship       |
| 87  | Max Faulkner          | 1951              | The Open Championship  |
| 88  | Julius Boros          | 1952              | US Open                |
| 89  | Jim Turnesa           | 1952              | PGA Championship       |
| 90  | Walter Burkemo        | 1953              | PGA Championship       |
| 91  | Ed Furgol             | 1954              | US Open                |
| 92  | Peter Thomson         | 1954              | The Open Championship  |
| 93  | Chick Harbert         | 1954              | PGA Championship       |
| 94  | Jack Fleck            | 1955              | US Open                |
| 95  | Doug Ford             | 1955              | PGA Championship       |
| 96  | Jack Burke            | 1956              | The Masters Tournament |
| 97  | Dick Mayer            | 1957              | US Open                |
| 98  | Lionel Hebert         | 1957              | PGA Championship       |
| 99  | Arnold Palmer         | 1958              | The Masters Tournament |
| 100 | Tommy Bolt            | 1958              | US Open                |
| 101 | Dow Finsterwald       | 1958              | PGA Championship       |
| 102 | Art Wall              | 1959              | The Masters Tournament |
| 103 | Billy Casper          | 1959              | US Open                |
| 104 | Gary Player           | 1959              | The Open Championship  |
| 105 | Bob Rosburg           | 1959              | PGA Championship       |
| 106 | Kel Nagle             | 1960              | The Open Championship  |
| 107 | Jay Hebert            | 1960              | PGA Championship       |
| 108 | Gene Littler          | 1961              | US Open                |
| 109 | Jerry Barber          | 1961              | PGA Championship       |
| 110 | Jack Nicklaus         | 1962              | US Open                |
| 111 | Bob Charles           | 1963              | The Open Championship  |
| 112 | Ken Venturi           | 1964              | US Open                |
| 113 | Tony Lema             | 1964              | The Open Championship  |
| 114 | Bobby Nichols         | 1964              | PGA Championship       |
| 115 | Dave Marr             | 1965              | PGA Championship       |
| 116 | Al Geiberger          | 1966              | PGA Championship       |
| 117 | Gay Brewer            | 1967              | The Masters Tournament |
| 118 | Roberto DeVicenzo     | 1967              | The Open Championship  |
| 119 | Don January           | 1967              | PGA Championship       |
| 120 | Bob Goalby            | 1968              | The Masters Tournament |
| 121 | Lee Trevino           | 1968              | US Open                |
| 122 | George Archer         | 1969              | The Masters Tournament |
| 123 | Orville Moody         | 1969              | US Open                |
| 124 | Tony Jacklin          | 1969              | The Open Championship  |
| 125 | Raymond Floyd         | 1969              | PGA Championship       |
| 126 | Dave Stockton         | 1970              | PGA Championship       |
| 127 | Charles Coody         | 1971              | The Masters Tournament |
| 128 | Tommy Aaron           | 1973              | The Masters Tournament |
| 129 | Johnny Miller         | 1973              | US Open                |
| 130 | Tom Weiskopf          | 1973              | The Open Championship  |
| 131 | Hale Irwin            | 1974              | US Open                |
| 132 | Lou Graham            | 1975              | US Open                |
| 133 | Tom Watson            | 1975              | The Open Championship  |
| 134 | Jerry Pate            | 1976              | US Open                |
| 135 | Hubert Green          | 1977              | US Open                |
| 136 | Lanny Wadkins         | 1977              | PGA Championship       |
| 137 | Andy North            | 1978              | US Open                |
| 138 | John Mahaffey         | 1978              | PGA Championship       |
| 139 | Fuzzy Zoeller         | 1979              | The Masters Tournament |
| 140 | Severiano Ballesteros | 1979              | The Open Championship  |
| 141 | David Graham          | 1979              | PGA Championship       |
| 142 | Bill Rogers           | 1981              | The Open Championship  |
| 143 | Larry Nelson          | 1981              | PGA Championship       |
| 144 | Craig Stadler         | 1982              | The Masters Tournament |
| 145 | Hal Sutton            | 1983              | PGA Championship       |
| 146 | Ben Crenshaw          | 1984              | The Masters Tournament |
| 147 | Bernhard Langer       | 1985              | The Masters Tournament |
| 148 | Sandy Lyle            | 1985              | The Open Championship  |
| 149 | Greg Norman           | 1986              | The Open Championship  |
| 150 | Bob Tway              | 1986              | PGA Championship       |
| 151 | Larry Mize            | 1987              | The Masters Tournament |
| 152 | Scott Simpson         | 1987              | US Open                |
| 153 | Nick Faldo            | 1987              | The Open Championship  |
| 154 | Curtis Strange        | 1988              | US Open                |
| 155 | Jeff Sluman           | 1988              | PGA Championship       |
| 156 | Mark Calcavecchia     | 1989              | The Open Championship  |
| 157 | Payne Stewart         | 1989              | PGA Championship       |
| 158 | Wayne Grady           | 1990              | PGA Championship       |
| 159 | Ian Woosnam           | 1991              | The Masters Tournament |
| 160 | Ian Baker-Finch       | 1991              | The Open Championship  |
| 161 | John Daly             | 1991              | PGA Championship       |
| 162 | Fred Couples          | 1992              | The Masters Tournament |
| 163 | Tom Kite              | 1992              | US Open                |
| 164 | Nick Price            | 1992              | PGA Championship       |
| 165 | Lee Janzen            | 1993              | US Open                |
| 166 | Paul Azinger          | 1993              | PGA Championship       |
| 167 | José Maria Olazábal   | 1994              | The Masters Tournament |
| 168 | Ernie Els             | 1994              | US Open                |
| 169 | Corey Pavin           | 1995              | US Open                |
| 170 | Steve Elkington       | 1995              | PGA Championship       |
| 171 | Steve Jones           | 1996              | US Open                |
| 172 | Tom Lehman            | 1996              | The Open Championship  |
| 173 | Mark Brooks           | 1996              | PGA Championship       |
| 174 | Tiger Woods           | 1997              | The Masters Tournament |
| 175 | Justin Leonard        | 1997              | The Open Championship  |
| 176 | Davis Love III        | 1997              | PGA Championship       |
| 177 | Mark O'Meara          | 1998              | The Masters Tournament |
| 178 | Vijay Singh           | 1998              | PGA Championship       |
| 179 | Paul Lawrie           | 1999              | The Open Championship  |
| 180 | Retief Goosen         | 2001              | US Open                |
| 181 | David Duval           | 2001              | The Open Championship  |
| 182 | David Toms            | 2001              | PGA Championship       |
| 183 | Rich Beem             | 2002              | PGA Championship       |
| 184 | Mike Weir             | 2003              | The Masters Tournament |
| 185 | Jim Furyk             | 2003              | US Open                |
| 186 | Ben Curtis            | 2003              | The Open Championship  |
| 187 | Shaun Micheel         | 2003              | PGA Championship       |
| 188 | Phil Mickelson        | 2004              | The Masters Tournament |
| 189 | Todd Hamilton         | 2004              | The Open Championship  |
| 190 | Michael Campbell      | 2005              | US Open                |
| 191 | Geoff Ogilvy          | 2006              | US Open                |
| 192 | Zach Johnson          | 2007              | The Masters Tournament |
| 193 | Ángel Cabrera         | 2007              | US Open                |
| 194 | Padraig Harrington    | 2007              | The Open Championship  |
| 195 | Trevor Immelman       | 2008              | The Masters Tournament |
| 196 | Lucas Glover          | 2009              | US Open                |
| 197 | Stewart Cink          | 2009              | The Open Championship  |
| 198 | Y.E. Yang             | 2009              | PGA Championship       |
| 199 | Graeme McDowell       | 2010              | US Open                |
| 200 | Louis Oosthuizen      | 2010              | The Open Championship  |
| 201 | Martin Kaymer         | 2010              | PGA Championship       |
| 202 | Charl Schwartzel      | 2011              | The Masters Tournament |
| 203 | Rory McIlroy          | 2011              | US Open                |
| 204 | Darren Clarke         | 2011              | The Open Championship  |
| 205 | Keegan Bradley        | 2011              | PGA Championship       |
| 206 | Bubba Watson          | 2012              | The Masters Tournament |
| 207 | Webb Simpson          | 2012              | US Open                |
| 208 | Adam Scott            | 2013              | The Masters Tournament |
| 209 | Justin Rose           | 2013              | US Open                |
| 210 | Jason Dufner          | 2013              | PGA Championship       |
| 211 | Jordan Spieth         | 2015              | The Masters Tournament |
| 212 | Jason Day             | 2015              | PGA Championship       |
| 213 | Danny Willett         | 2016              | The Masters Tournament |
| 214 | Dustin Johnson        | 2016              | US Open                |
| 215 | Henrik Stenson        | 2016              | The Open Championship  |
| 216 | Jimmy Walker          | 2016              | PGA Championship       |
| 217 | Sergio Garcia         | 2017              | The Masters Tournament |
| 218 | Brooks Koepka         | 2017              | US Open                |
| 219 | Justin Thomas         | 2017              | PGA Championship       |
| 220 | Patrick Reed          | 2018              | The Masters Tournament |
| 221 | Gary Woodland         | 2019              | US Open                |
| 222 | Shane Lowry           | 2019              | The Open Championship  |

## Majorsegrare damer i kronologisk ordning
|     |                         | Första majorseger |                            |
| Nr  | Spelare                 | År                | Tävling                    |
| 1   | Mrs. Lee Mida           | 1930              | Womens Western Open        |
| 2   | June Beebe              | 1931              | Womens Western Open        |
| 3   | Jane Weiller            | 1932              | Womens Western Open        |
| 4   | Marian McDougall        | 1934              | Womens Western Open        |
| 5   | Opal Hill               | 1935              | Womens Western Open        |
| 6   | Patty Berg              | 1937              | Titleholders Championship  |
| 7   | Betty Hicks             | 1937              | Womens Western Open        |
| 8   | Bea Barrett             | 1938              | Womens Western Open        |
| 9   | Helen Dettweiler        | 1939              | Womens Western Open        |
| 10  | Babe Zaharias           | 1940              | Womens Western Open        |
| 11  | Dorothy Kirby           | 1941              | Titleholders Championship  |
| 12  | Betty Jameson           | 1942              | Womens Western Open        |
| 13  | Louise Suggs            | 1946              | Titleholders Championship  |
| 14  | Peggy Kirk              | 1949              | Titleholders Championship  |
| 15  | Pat O'Sullivan          | 1951              | Titleholders Championship  |
| 16  | Betsy Rawls             | 1951              | U.S. Women's Open          |
| 17  | Fay Crocker             | 1955              | U.S. Women's Open          |
| 18  | Beverly Hanson          | 1955              | LPGA Championship          |
| 19  | Marlene Hagge           | 1956              | LPGA Championship          |
| 20  | Kathy Cornelius         | 1956              | U.S. Women's Open          |
| 21  | Mickey Wright           | 1958              | LPGA Championship          |
| 22  | Joyce Ziske             | 1960              | Womens Western Open        |
| 23  | Mary Lena Faulk         | 1961              | Womens Western Open        |
| 24  | Murle Lindstrom         | 1962              | U.S. Women's Open          |
| 25  | Judy Kimball            | 1962              | LPGA Championship          |
| 26  | Marilynn Smith          | 1963              | Titleholders Championship  |
| 27  | Mary Mills              | 1963              | U.S. Women's Open          |
| 28  | Carol Mann              | 1964              | Womens Western Open        |
| 29  | Kathy Whitworth         | 1965              | Titleholders Championship  |
| 30  | Susie Maxwell Berning   | 1965              | Womens Western Open        |
| 31  | Sandra Haynie           | 1965              | LPGA Championship          |
| 32  | Sandra Spuzich          | 1966              | U.S. Women's Open          |
| 33  | Gloria Ehret            | 1966              | LPGA Championship          |
| 34  | Catherine Lacoste       | 1967              | U.S. Women's Open          |
| 35  | Sandra Post             | 1968              | LPGA Championship          |
| 36  | Donna Caponi            | 1969              | U.S. Women's Open          |
| 37  | Shirley Englehorn       | 1970              | LPGA Championship          |
| 38  | JoAnne Carner           | 1971              | U.S. Women's Open          |
| 39  | Sandra Palmer           | 1972              | Titleholders Championship  |
| 40  | Kathy Ahern             | 1972              | LPGA Championship          |
| 41  | Betty Burfeindt         | 1976              | LPGA Championship          |
| 42  | Hollis Stacy            | 1977              | U.S. Women's Open          |
| 43  | Chako Higuchi           | 1977              | LPGA Championship          |
| 44  | Nancy Lopez             | 1978              | LPGA Championship          |
| 45  | Jerilyn Britz           | 1979              | U.S. Women's Open          |
| 46  | Amy Alcott              | 1979              | du Maurier Classic         |
| 47  | Sally Little            | 1980              | LPGA Championship          |
| 48  | Pat Bradley             | 1980              | du Maurier Classic         |
| 49  | Jan Stephenson          | 1981              | du Maurier Classic         |
| 50  | Janet Anderson          | 1982              | U.S. Women's Open          |
| 51  | Patty Sheehan           | 1983              | LPGA Championship          |
| 52  | Juli Inkster            | 1984              | Kraft Nabisco Championship |
| 53  | Alice Miller            | 1985              | Kraft Nabisco Championship |
| 54  | Kathy Baker             | 1985              | U.S. Women's Open          |
| 55  | Jane Geddes             | 1986              | U.S. Women's Open          |
| 56  | Betsy King              | 1987              | Kraft Nabisco Championship |
| 57  | Jody Anschutz           | 1987              | du Maurier Classic         |
| 58  | Laura Davies            | 1987              | U.S. Women's Open          |
| 59  | Sherri Turner           | 1988              | LPGA Championship          |
| 60  | Liselotte Neumann       | 1988              | U.S. Women's Open          |
| 61  | Tammie Green            | 1989              | du Maurier Classic         |
| 62  | Cathy Johnston-Forbes   | 1990              | du Maurier Classic         |
| 63  | Beth Daniel             | 1990              | LPGA Championship          |
| 64  | Meg Mallon              | 1991              | LPGA Championship          |
| 65  | Nancy Scranton          | 1991              | du Maurier Classic         |
| 66  | Dottie Pepper           | 1992              | Kraft Nabisco Championship |
| 67  | Sherri Steinhauer       | 1992              | du Maurier Classic         |
| 68  | Helen Alfredsson        | 1993              | Kraft Nabisco Championship |
| 69  | Lauri Merten            | 1993              | U.S. Women's Open          |
| 70  | Brandie Burton          | 1993              | du Maurier Classic         |
| 71  | Donna Andrews           | 1994              | Kraft Nabisco Championship |
| 72  | Martha Nause            | 1994              | du Maurier Classic         |
| 73  | Nanci Bowen             | 1995              | Kraft Nabisco Championship |
| 74  | Kelly Robbins           | 1995              | LPGA Championship          |
| 75  | Annika Sörenstam        | 1995              | U.S. Women's Open          |
| 76  | Jenny Lidback           | 1995              | du Maurier Classic         |
| 77  | Chris Johnson           | 1997              | LPGA Championship          |
| 78  | Alison Nicholas         | 1997              | U.S. Women's Open          |
| 79  | Colleen Walker          | 1997              | du Maurier Classic         |
| 80  | Pat Hurst               | 1998              | Kraft Nabisco Championship |
| 81  | Se Ri Pak               | 1998              | LPGA Championship          |
| 82  | Karrie Webb             | 1999              | du Maurier Classic         |
| 83  | Patricia Meunier-Lebouc | 2003              | Kraft Nabisco Championship |
| 84  | Hilary Lunke            | 2003              | U.S. Women's Open          |
| 85  | Grace Park              | 2004              | Kraft Nabisco Championship |
| 86  | Karen Stupples          | 2004              | Women's British Open       |
| 87  | Birdie Kim              | 2005              | U.S. Women's Open          |
| 88  | Jeong Jang              | 2005              | Women's British Open       |
| 89  | Morgan Pressel          | 2007              | Kraft Nabisco Championship |
| 90  | Suzann Pettersen        | 2007              | LPGA Championship          |
| 91  | Cristie Kerr            | 2007              | U.S. Women's Open          |
| 92  | Lorena Ochoa            | 2007              | Women's British Open       |
| 93  | Yani Tseng              | 2008              | LPGA Championship          |
| 94  | Inbee Park              | 2008              | U.S. Women's Open          |
| 95  | Ji-Yai Shin             | 2008              | Women's British Open       |
| 96  | Brittany Lincicome      | 2009              | Kraft Nabisco Championship |
| 97  | Anna Nordqvist          | 2009              | LPGA Championship          |
| 98  | Eun-Hee Ji              | 2009              | U.S. Women's Open          |
| 99  | Catriona Matthew        | 2009              | Women's British Open       |
| 100 | Paula Creamer           | 2010              | U.S. Women's Open          |
| 101 | Stacy Lewis             | 2011              | Kraft Nabisco Championship |
| 102 | So Yeon Ryu             | 2011              | U.S. Women's Open          |
| 103 | Sun-Young Yoo           | 2012              | Kraft Nabisco Championship |
| 104 | Shanshan Feng           | 2012              | LPGA Championship          |
| 105 | Na Yeon Choi            | 2012              | U.S. Women's Open          |
| 106 | Lexi Thompson           | 2014              | Kraft Nabisco Championship |
| 107 | Michelle Wie            | 2014              | U.S. Women's Open          |
| 108 | Mo Martin               | 2014              | Women's British Open       |
| 109 | Kim Hyo-joo             | 2014              | Evian Championship         |
| 110 | Chun In-gee             | 2015              | U.S. Women's Open          |
| 111 | Lydia Ko                | 2015              | Evian Championship         |
| 112 | Brooke Henderson        | 2016              | Women's PGA Championship   |
| 113 | Brittany Lang           | 2016              | U.S. Women's Open          |
| 114 | Ariya Jutanugarn        | 2016              | Women's British Open       |